# Pedro de Orfila
Pedro de Orfila fue un eclesiástico castellano, obispo electo de Palencia en 1325.
Las únicas noticias conocidas sobre su persona dicen que antes de ser consagrado, pidió prestados los ornamentos pontificales y desapareció con ellos, falleciendo fuera del reino. 
Según algunos autores, este episodio no pasa de ser una leyenda.
| Predecesor: Juan Fernández de Limia | Obispo de Palencia 1325 | Sucesor: Juan de Saavedra |